# アストラル体
アストラル体（アストラルたい、英: Astral body）とは、神智学の体系では、精神活動における感情を主に司る、身体の精妙なる部分である。主に情緒体、または感情体、感覚体、星辰体などとも。

## 概要
アストラル体という名称は、フランスの神秘主義者エリファス・レヴィの「アストラル光」という考え方に端を発する。アストラル光は、サイキック能力（魔術、心霊現象、霊媒など）を発揮させる、宇宙に遍満するエネルギーであるとされる。このことから、感情を司る身体は（後述するとおり）サイキック能力に関する身体でもあるので、「アストラル体」と名付けられた。
アストラル体は、動物にのみ備わり、精神活動における感情を司る身体であるとされる。肉体（濃密な肉体とエーテル体）とメンタル体と一体であり、パーソナリティ（人間の低位我）を構成するとされる。
情緒的反応と共に、感覚器としての役割も担うとされる。受容器である肉体を通して、現象世界を知覚するのはアストラル体であるとされる。
アストラル界は、アストラル体が存在するとされる領域であり「グラマー（glamour、幻惑）の界」と呼ばれる。グラマーは人間を感情的、欲望的行動に走らせる原因であるとされる。また、動物にはアストラル界は存在しないとされる。
なお、19世紀末イギリスの魔術結社黄金の夜明け団もエリファス・レヴィに倣い、物質界以外の次元を「アストラル光」（Astral Light）と呼んだが、これは神智学の「アストラル界」とは多少意味が異なる。